# Patryk Makuch
Patryk Andrzej Makuch (ur. 11 kwietnia 1999 w Łodzi) – polski piłkarz występujący na pozycji środkowego napastnika.
Zadebiutował w klubie Miedź Legnica i dołączył do niego 12 marca 2019 roku. Od 2024 roku w klubie Raków Częstochowa.

## Życiorys
Patryk Makuch urodził się 11 kwietnia 1999 roku w Łodzi.

## Kariera piłkarska
Pierwszy klub w którym grał to Miedź Legnica i dołączył do niego 12 marca 2019 roku. Potem grał w klubie GKS Bełchatów i dołączył do niego 27 sierpnia 2020 roku. Następnie ponownie grał w klubie Miedź Legnica do którego dołączył 31 grudnia 2020 roku. Potem dołączył do klubu Cracovia 1 lipca 2022 roku w którym grał 2 lata. Od 2024 roku w klubie Raków Częstochowa.